# Lepidiota arnhemensis
Lepidiota arnhemensis är en skalbaggsart som beskrevs av Britton 1978. Lepidiota arnhemensis ingår i släktet Lepidiota och familjen Melolonthidae. Inga underarter finns listade i Catalogue of Life.